# 东胜街道 (七台河市)
东胜街道是中华人民共和国黑龙江省七台河市茄子河区下辖的一个街道办事处。

## 行政区划
东胜街道下辖以下村级行政区划单位：
东胜社区。